# Santuario de la Virgen del Carmen de Arboleya
El santuario de la Virgen del Carmen de Arboleya o también llamada Nuestra Señora del Carmen de Arboleya está situada en el  concejo de Cabranes. En esta zona se desarrolló mucho la devoción a la Virgen del Carmen ya que en los archivos de la parroquia de San Julián de Viñón hay datos de la Cofradía del Carmen vinculada a este santuario y que existía en el año 1775. Está situado a tres km del pueblo de  Viñón, todos ellos con gran pendiente de subida,  al que pertenece el lugar de Arboleya donde está el santuario y de ahí su nombre. Dada la altitud ganada en esos tres kilómetros, las vistas desde el santuario son espectaculares. La llave del santuario la tiene una señora del pueblo de Arboleya, nieta del tallador de madera que realizó la puerta del sagrario del santuario. El concejo de Cabranes es tierra de algunos personajes entre los que destacan Diego de Cabranes, escritor místico del siglo XVI y Alejandro Corrales, sacerdote y escritor.: 146 

## Emplazamiento
El santuario está muy cercano al pueblo de  Viñón el cual pertenece al  concejo de Cabranes. Este concejo está compuesto por seis parroquias, veintiocho pueblos y unos setenta caseríos y su capital es  Santa Eulalia. Tiene una extensión de unos 38 km cuadrados y lo rodean los concejos de Piloña, Sariego,  Nava y Villaviciosa. El monumento más valioso del concejo es la  iglesia románica de San Julián de Viñón que se restauró en 1975.: 146  Para llegar a ella se debe tomar la carretera AS-255 que va desde Infiesto a Villaviciosa y aproximadamente a la mitad de ese recorrido se encuentra el santuario y que está en medio de un vetusto robledal con el templo sobre un cerro desde donde se puede observar un amplio paisaje.

## Historia

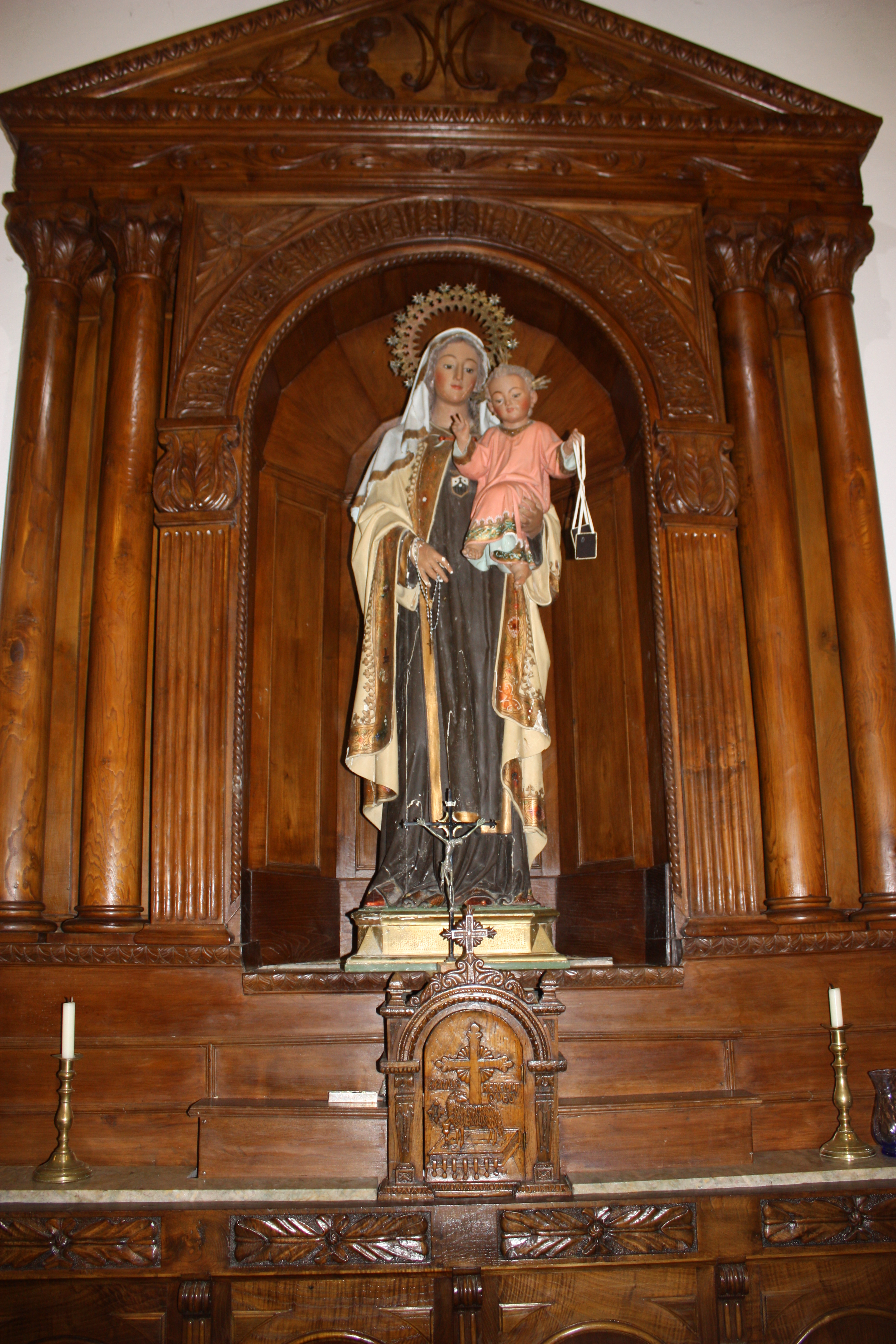
Virgen del Carmen en el altar mayor.

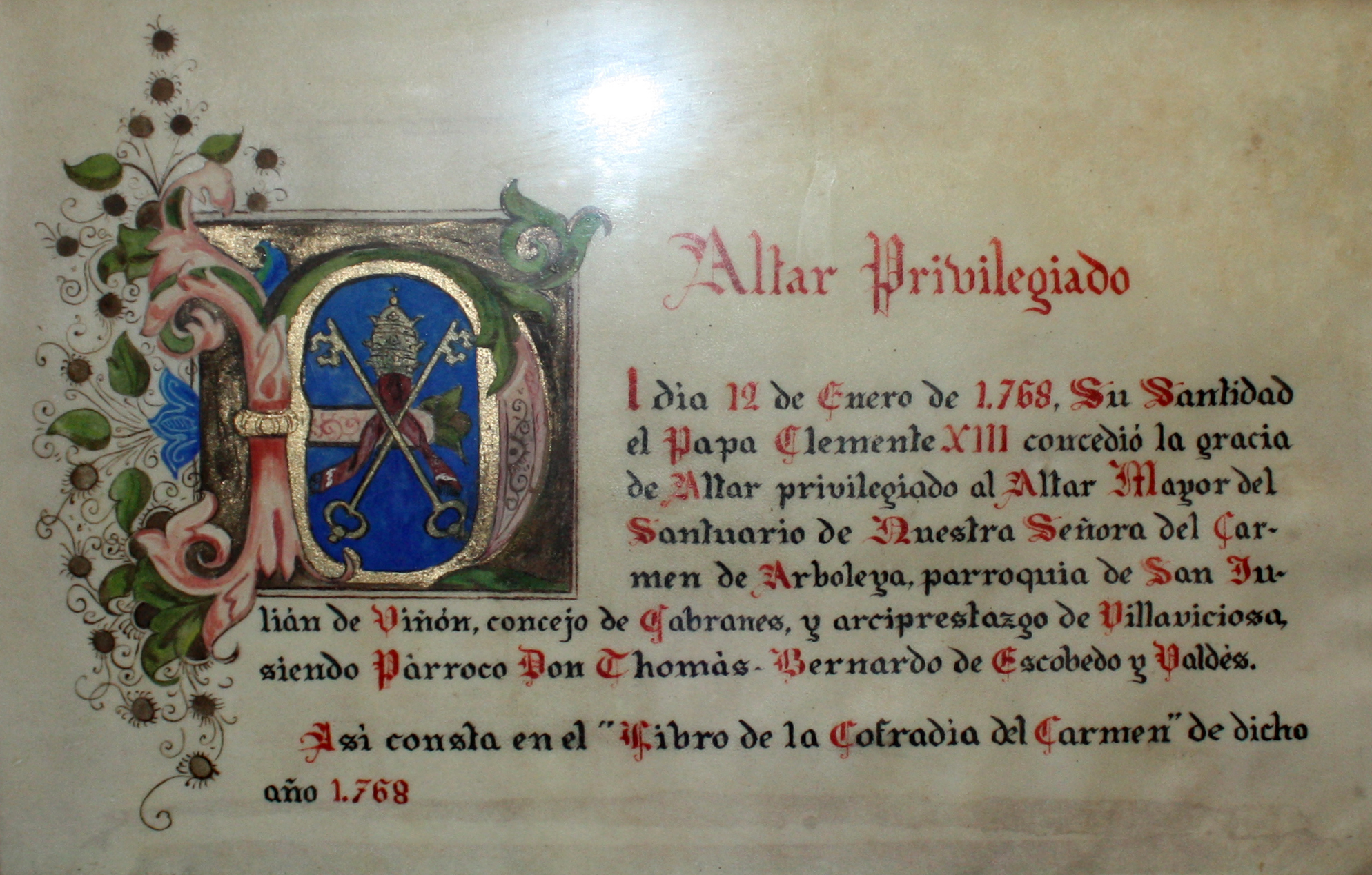
Pergamino recordatorio de la concesión papal de Altar Privilegiado

El santuario es del siglo XVI y a su lado estaba la «casa de novenas». La «Cofradía del Carmen», vinculada a este santuario ya existía antes de 1775 pero no se sabe con certeza la fecha de su fundación ya que ha desaparecido el libro anterior al que cita esta fecha. Un dato procedente de la transmisión oral entre generaciones sucesivas es que antes de que el papa  Benedicto XIII extendiera la fiesta de la Virgen del Carmen en el año 1725, ya existía esta ermita si bien el culto era a la  Virgen María sin advocación específica. En el archivo de la parroquia de «San Julián de Viñón» existe un documento que dice:

El día 12 de enero de 1778, el papa Clemente XIII concedió al altar mayor del santuario del Carmen de Arboleya la gracia de Altar Privilegiado, siendo párroco don Tomás Escobedo Valdés.

La «Cofradía del Carmen» tenía la peculiaridad de no ceñirse solamente a su parroquia sino ser interparroquial y pertenecían a ella los feligreses de  Viñón y de varias parroquias limítrofes como Celada,  Fresnedo,  Santa Eulalia y Torazo si bien estos últimos se independizaron en el año 1766.

## Estructura y arquitectura
El santuario fue fundado en el siglo XVII y está compuesto por un conjunto arquitectónico de estilo rural. La planta del santuario es de fábrica y de forma rectangular. Adosada al muro orientado al norte, pero a menor altura que el santuario, se encuentra la sacristía que fue construida posteriormente. El pórtico está orientado al norte, es de menor altura que la fachada principal y está sostenido por columnas de madera rematadas en  capiteles muy bien tallados. La puerta principal está bajo en pórtico citado y, por tanto, también orientada al norte y es de arco de medio punto si bien fue tapiada posteriormente y abierta una puerta rectangular pero quedaron los sillares que formaban el arco primitivo.
La imagen de la Virgen que se veneraba en el Santuario se atribuye a Luis Fernández de la Vega y era de muy bella factura pero unos desconocidos la quemaron el 23 de septiembre de 1936. La imagen actual también es una gran obra de arte, tallada y policromada en Barcelona y obtuvo el primer premio en la exposición de Arte sacro organizada por la Caja de Ahorros de Asturias en el año 1954 y fue donada por D. José Franco Baizán. Al llegar a Oviedo y antes de que la llevaran a Arboleya fue expuesta al culto en la capilla del antiguo hospital de Oviedo. Esta imagen se entronizó en su lugar de culto previsto en julio de 1979. Para el uso procesional y otros cultos en el exterior del santuario hay otra imagen similar a la original, de vestir, regalada en 1940 al santuario por la familia Fernández-Canellada.

Detalles del santuario
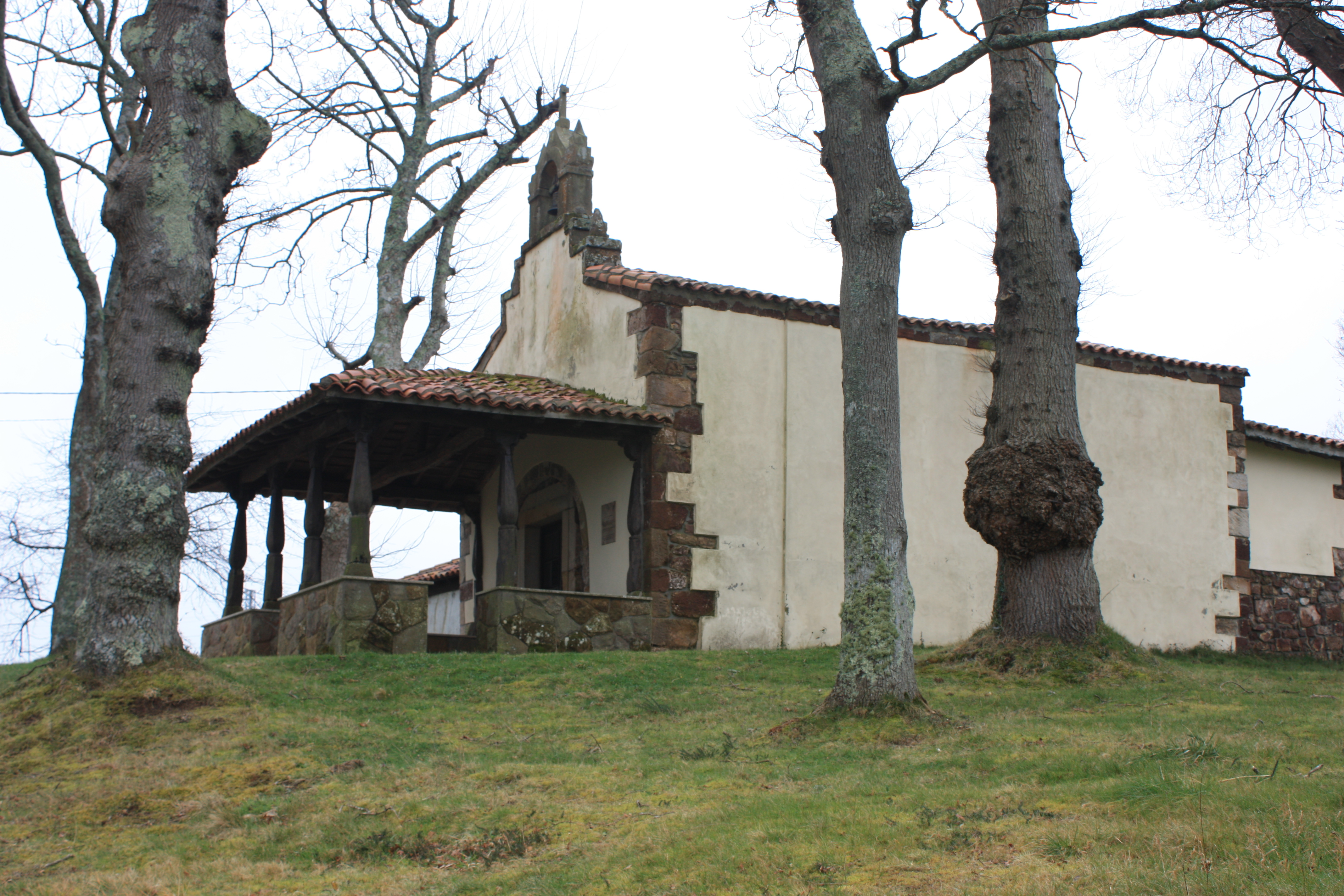
Vista del santuario a la llegada
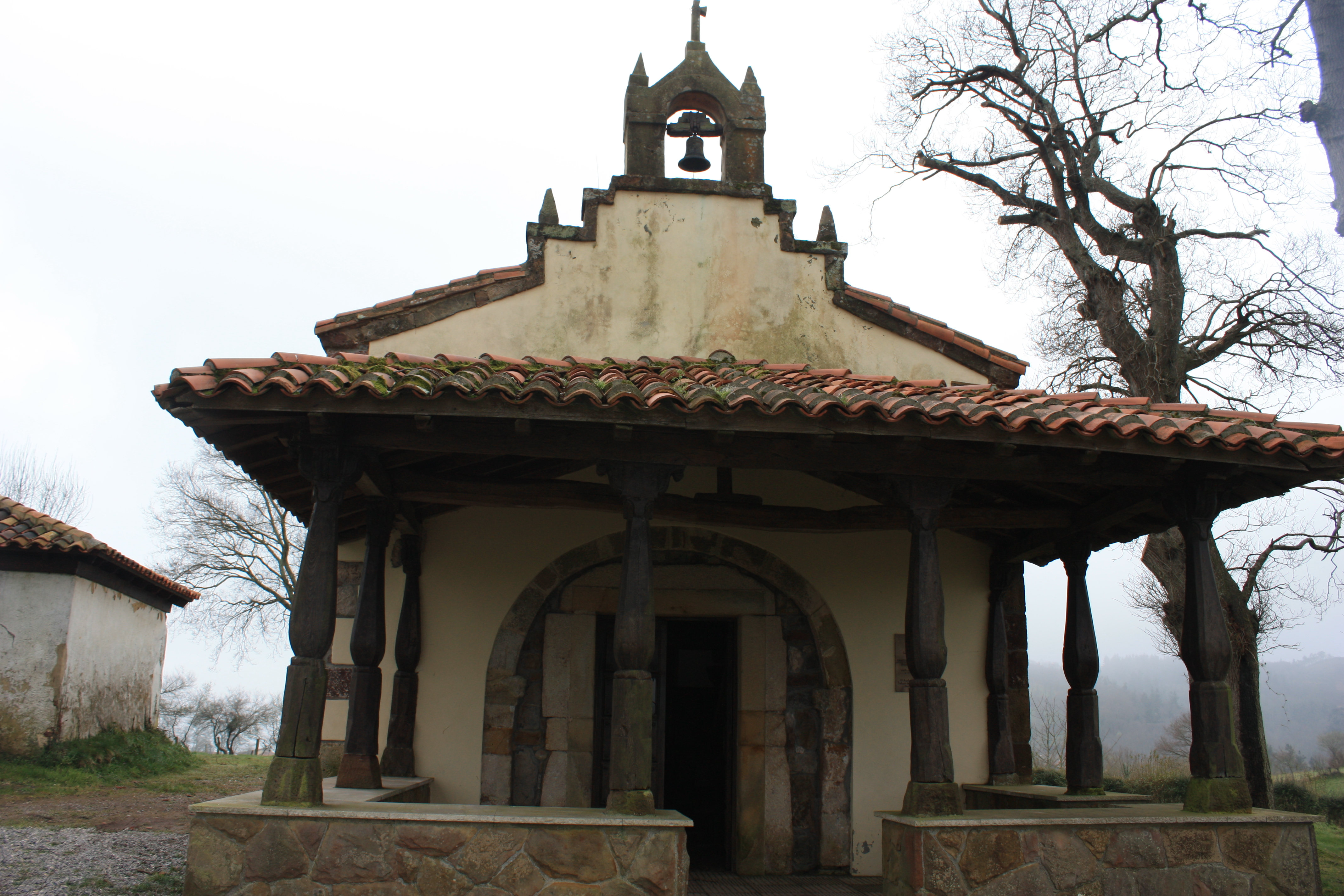
Vista frontal con atrio de entrada
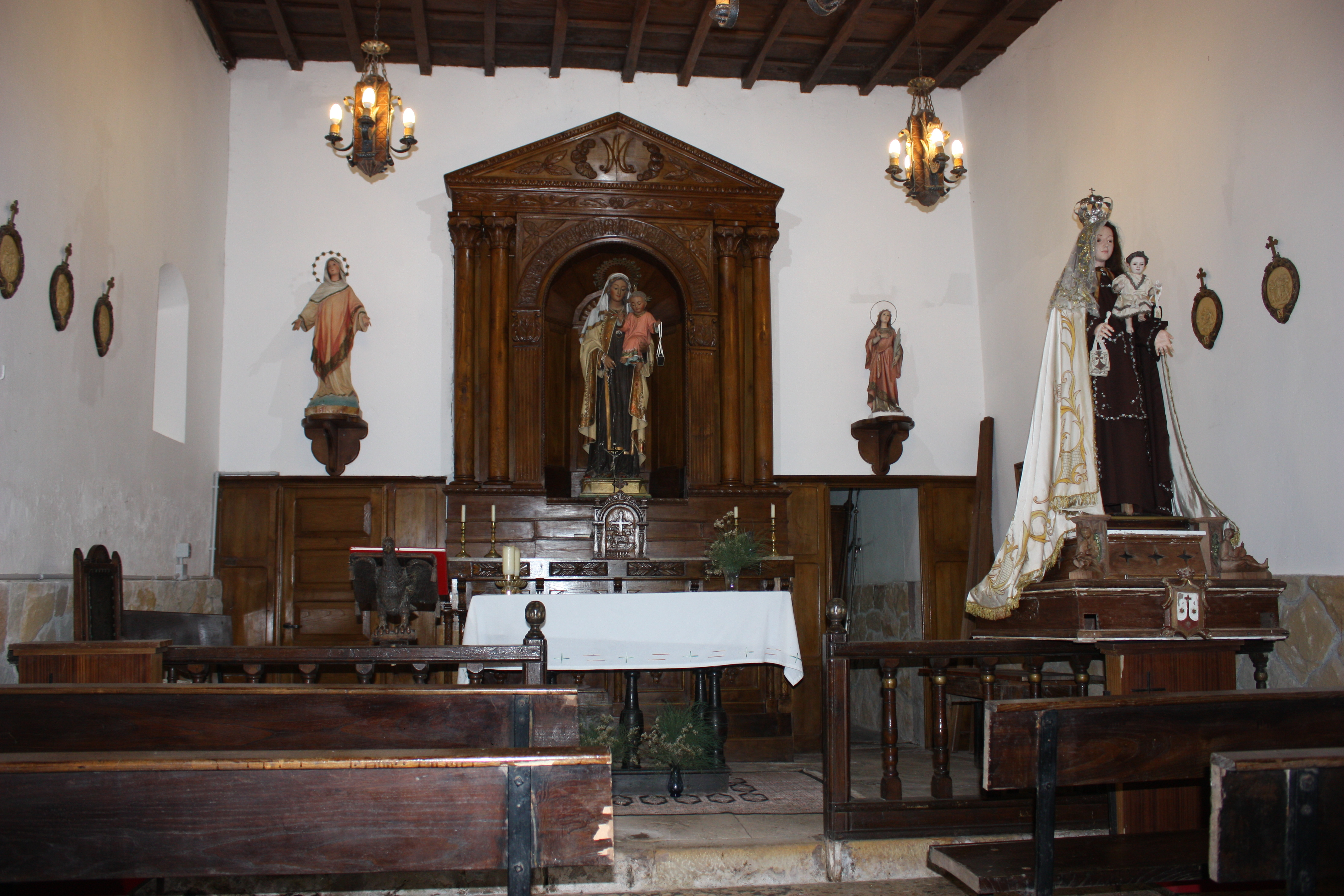
Interior del Santuario
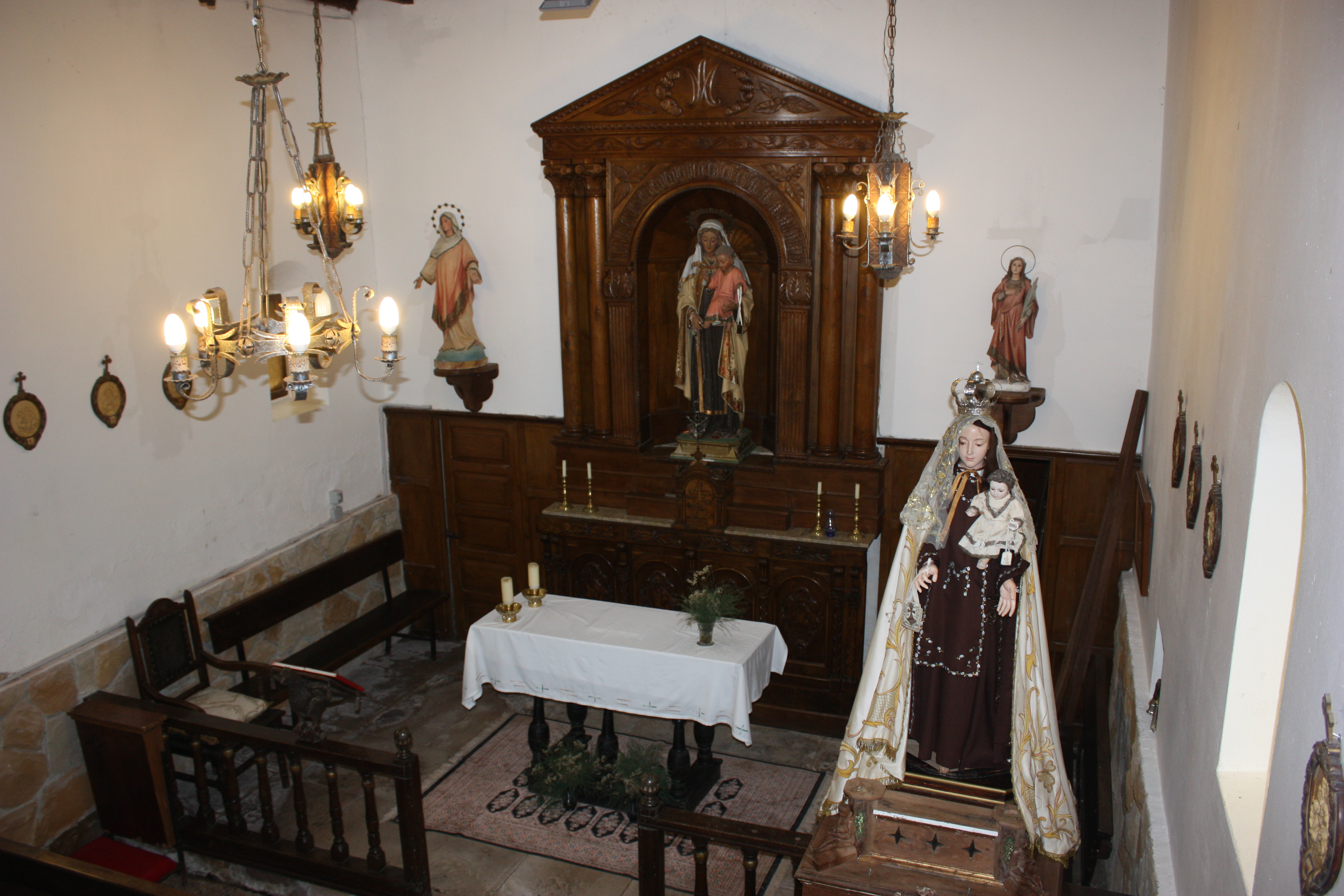
Interior visto desde el coro y la Virgen en primer plano
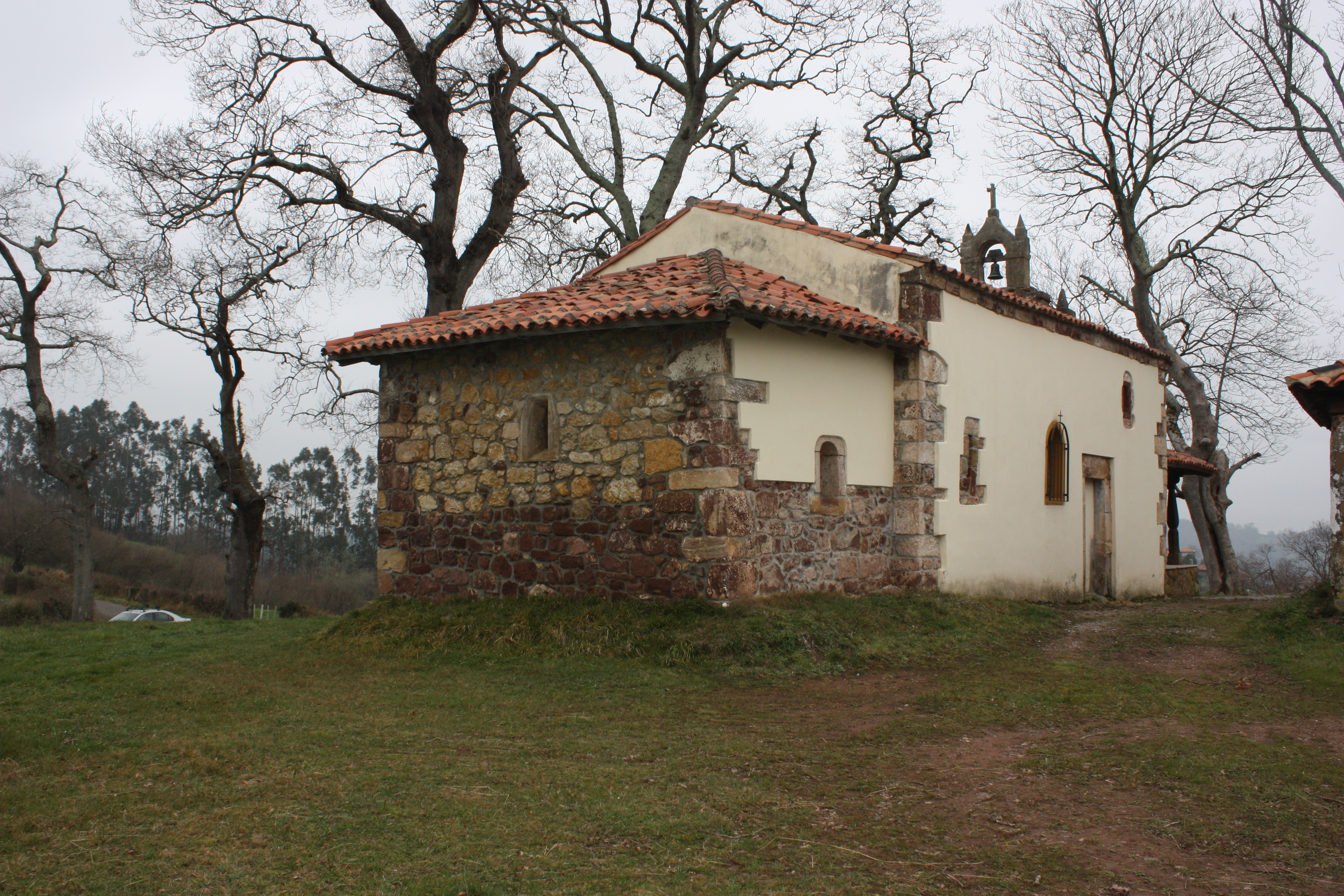
Parte trasera a occidente, de piedra

## Fiestas, devociones y tradiciones
La fiesta principal se celebra el domingo siguiente al 16 de julio teniendo lugar previamente una novena que, aparte de devota tiene su nota de simpatía pues los niños y jóvenes le cantan a la Virgen canciones populares con música tradicional. 

## Visitantes ilustres

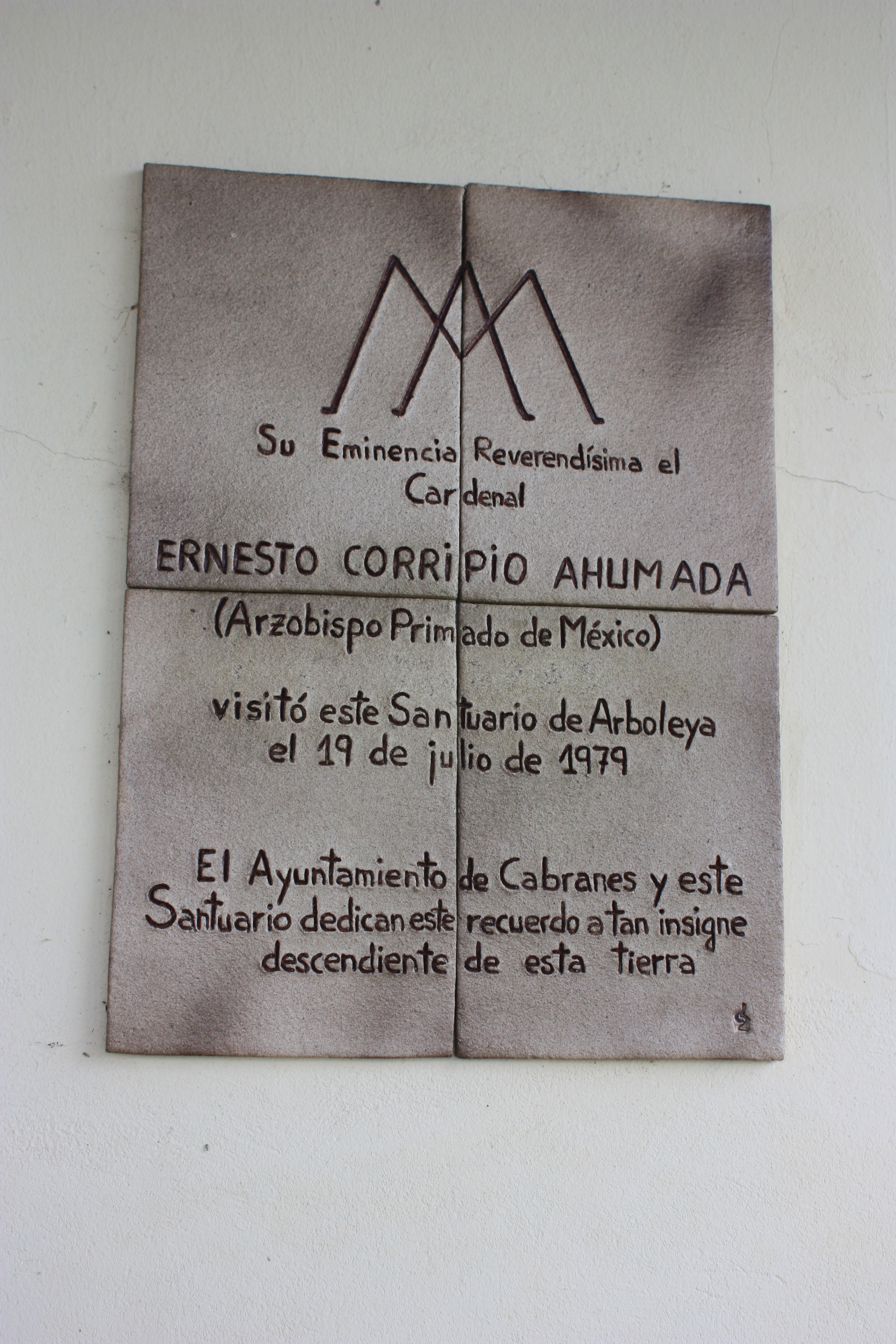
Placa recuerdo de visita de Cardenal Primado de México

Un dato peculiar que refleja la devoción a la Virgen de Arboleya en Iberoamérica es que el 19 de julio de 1979 visitaron el santuario el  Arzobispo Primado de México, Cardenal Ernesto Corripio Ahumada, acompañado de los obispos de Veracruz y Tampico donde rezaron una Salve a la Virgen pidiendo protección como ya habían hecho años atrás sus antecesores que eran de este concejo.

## Canto popular[1]
| Coro Salve, Virgen pura Salve, Virgen Madre del Carmen Señora, Reina, Virgen, Salve.                                                 | Estrofa 1 Es tu escapulario la cadena grande con que se aprisiona al dragón infame                                                          | Estrofa 2 Eres del Carmelo La Pastora amable que a tus ovejas das el pasto suave |
| Estrofa 3 En el mes de julio tu mes entrañable, en él te festejan todos tus cofrades                                                 | Estrofa 4 Hoy también recuerdan todas tus bondades los hijos que tienes allende los mares                                                   |                                                                                  |
| Despedida (1) ¡Adiós, oh Virgen Carmelitana! Reina del Cielo, Madre de Dios, todos sentimos pena extremada al repetiros adiós, adiós | Despedida (2) Adiós, ¡Oh Virgen del manto blanco! flor del Carmelo, Madre de Amor Danos, Señora, tu escapulario, prenda segura de salvación |                                                                                  |